# Astyanax

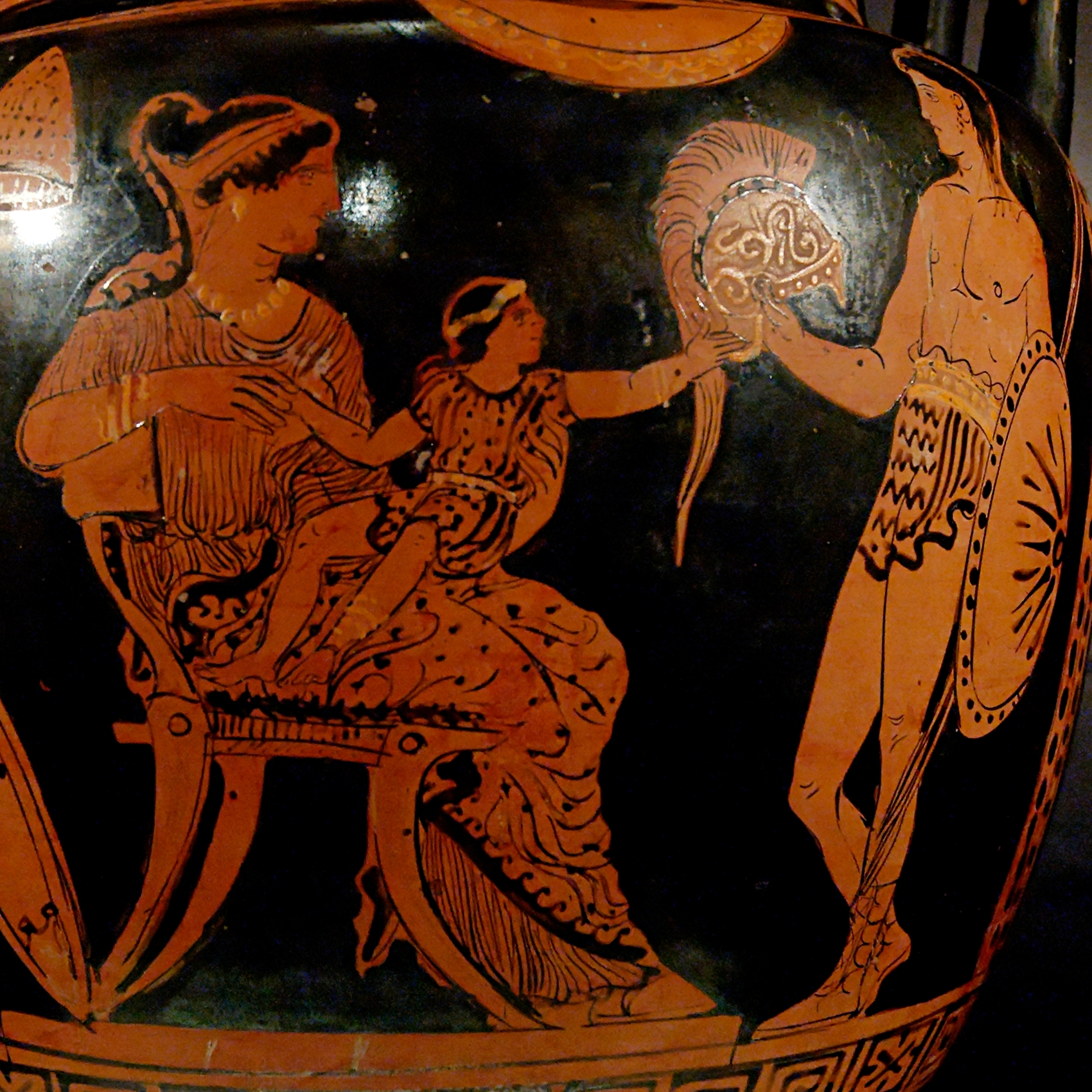
Hektors Abschied, Astyanax auf Andromaches Schoß. Apulisch-rotfiguriger Kolonettenkrater, circa 370–360 v. Chr.

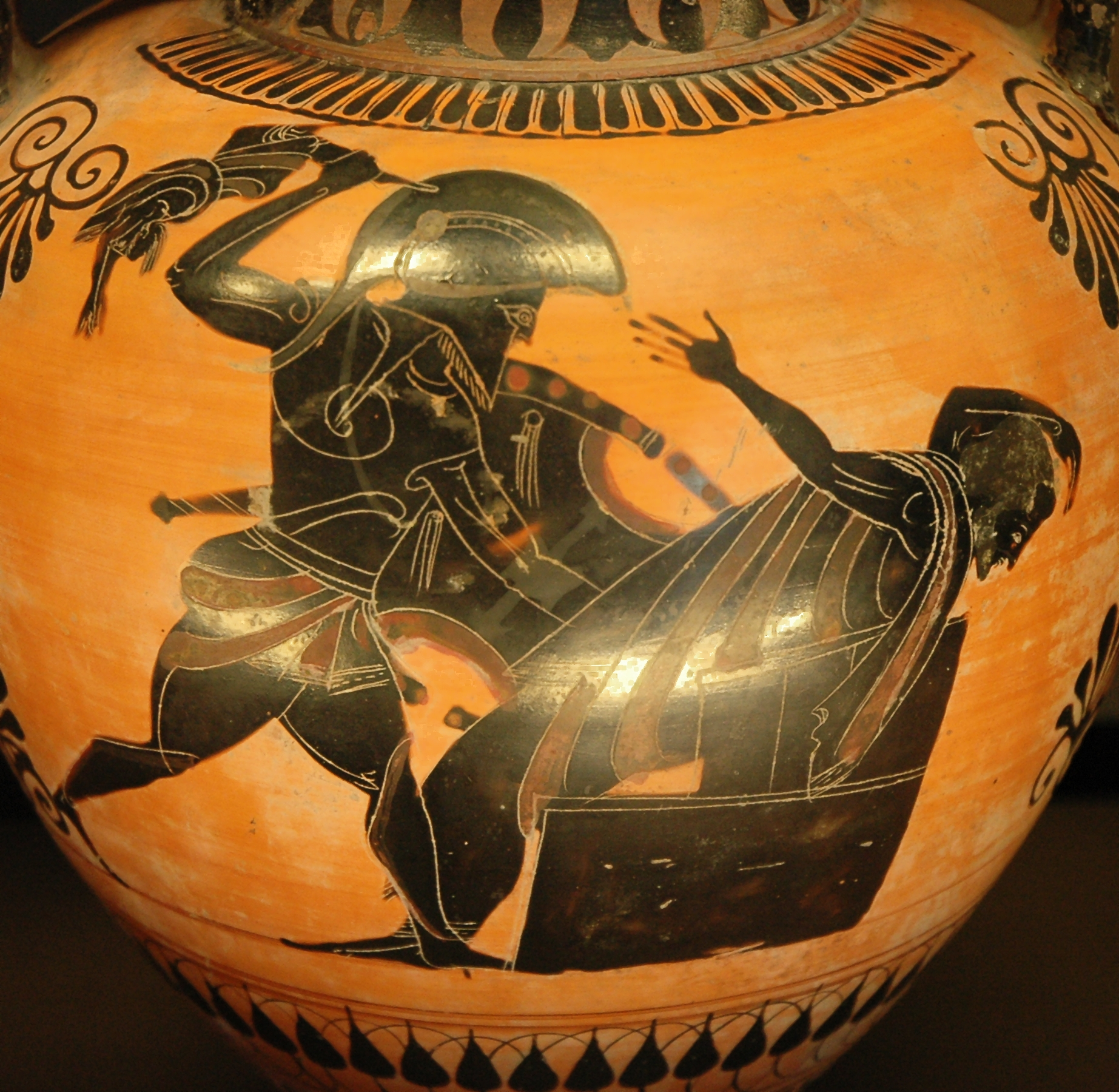
Neoptolemos tötet König Priamos mit dem Körper von Astyanax; attisch-schwarzfigurige Amphora, um 520/510 v. Chr.; Louvre, Paris.

Astyanax (altgriechisch Ἀστυάναξ Astyánax, deutsch ‚Fürst der Stadt‘), Beiname Skamandrios, ist der Sohn des trojanischen Königssohnes Hektor und dessen Gemahlin Andromache.
In Homers Ilias wird der rührende Abschied seiner Eltern geschildert, bevor sein Vater in den Kampf mit Achilleus zieht und von diesem getötet wird. Der kleine Astyanax selbst wird nach der Eroberung Trojas umgebracht, um zu verhindern, dass er später den Tod seines Vaters räche. Wie er stirbt, variiert je nach Version der Erzählung: Entweder wird er auf Ratschluss des Odysseus getötet, sofern er nicht von Odysseus selbst getötet wird, oder Neoptolemos, der Sohn des Achilleus und der Deidameia, stößt Astyanax von den Mauern des brennenden Troja. Ovid hingegen berichtet nur, dass er vom Turm der Stadt heruntergeworfen wurde.
Nach noch späteren Versionen der Sage bleibt Astyanax am Leben und gründet ein neues Troja oder flieht unter dem Namen Francus nach Gallien.
Astyanax ist auch Titelfigur eines Gedichtes im Zyklus Mythistorima von Giorgos Seferis. Überdies kommt er in dem Gedicht „The Aegean Sadness“ (deutsch: „Die ägäische Traurigkeit“) als Teil des Gedichtzyklus Apollo von John Fowles vor.